# 吳喜
吳喜（427年—471年），吳興臨安人。本名吳喜公，「公」字為宋明帝所減。南朝宋時期官員。吳喜會文才，亦有口才，曾經用游說方式勸降了一群鎮壓失敗的賊匪；又能統兵，在宋明帝即位不久的戰事中屢建戰功，助明帝穩住帝位，後亦助宋防御北魏。不過宋明帝最終記恨他當日圓滑沒有殺掉支持義嘉政權的東軍敗將，認為他在自己死後不會支持太子，還是將其賜死。

## 生平

### 知書得遇
吳喜初任領軍將軍府的白衣吏，因為會寫文章，故領軍將軍沈演之就讓他寫起居注，吳喜展現了其記憶力，寫完篇章後都能背誦上口，且又曾在只看過一次之下立即一字不漏地補寫沈演之丟失了的奏本，故很得對方欣賞。吳喜亦在期間涉獵了《史記》、《漢書》，通知古今事。後來，沈演之的門生朱重民入朝任主書，推薦了吳喜任主書書吏，後進為主圖令史。有一次，宋文帝索取圖卷，吳喜將圖卷攤開並倒著送呈，激怒了文帝，於是被遣出。

### 孝武親遇
元嘉三十年（453年），太子步兵校尉沈慶之出兵討伐蠻族，上請以吳喜隨軍，吳喜於是得以認識總統各軍的武陵王劉駿。同年，劉駿起兵討伐弒父奪位的太子劉劭，吳喜因病而未有隨沈慶之進攻建康。劉駿擊敗劉劭後登位，是為宋孝武帝，以吳喜為主書，漸見親待，歷任諸王學官令，左右尚方令，河東太守及殿中御史。大明年間，黟縣及歙縣有數千流民進攻縣邑，殺害官員，時任揚州刺史劉子尚曾派三千兵討伐，但失敗。孝武帝遂命吳喜領數十人到二縣，經過一輪游說後竟讓對方立即歸降。

### 義嘉之難
泰始二年（466年），宋明帝雖已登位，但當時全國大部分地方都支持劉子勛於尋陽的義嘉政權，並遭各方兵鎮討伐。當時建康以東三吳地區形勢尤其嚴峻，吳喜卻招得三百精兵，在三吳為明帝死戰，明帝知後十分高興，以其為建武將軍，並挑選了些羽林軍的勇士分配給他。當時有議論說吳喜一直都是處理文書工作，未曾為將領兵，反對任用他，但中書舍人巢尚之就因吳喜的個性和經驗而支持他。吳喜就與員外散騎侍郎竺超之及殿中將軍杜敬真，領著騎兵和步兵作戰。吳喜兵至永世，收到平西司馬庾業及義興太守劉延熙的書信，並附有東揚州刺史劉子房所寫討伐宋明帝的檄文，勸導吳喜倒伐，但吳喜回書堅定支持宋明帝，並未被打動。吳喜昔日常作為孝武帝使者外出，因著其寬厚的性格而得到當地人懷念。這次東進，百姓知道是吳喜到來，都望風降服或潰散，故吳喜等軍都一直報捷。吳喜進軍至國山縣界，於虎檻村遭遇敵軍，大敗對方後進佔離義興共有十五里的吳城，劉延熙遂派楊玄、孫矯之、黃泰及沈靈秀四支軍隊抵抗。吳喜兵力遠不及對方，但經過一整日的交戰後竟得勝利，楊玄、孫矯之及黃泰皆戰死，其餘眾亦潰退，吳喜遂進逼義興。劉延熙逼於吳喜的攻勢，決定撤軍水北，斷阻長橋作防守，吳喜亦只好築壘與其對峙。其時庾業也在長塘湖口夾岸築城，以七千多兵和大量軍需品與劉延熙遙作掎角之勢。面對東線戰事膠著，司徒參軍督護任農夫的增援打破了僵局，泰始二年二月一日（466年3月3日），得到增援的吳喜渡水向義興發動進攻，並分兵進攻各壘柵。可是，任農夫的增援並未改善吳喜兵力弱勢的情況，吳喜於是率領數個騎兵登上高處作指麾狀，敵軍看到他東西指劃，就好像四面都有軍隊攻來似的，遂令軍心瓦解，各軍於是乘勢攻破諸壘柵，只餘孔叡一柵。吳喜見兵力損耗大，於是在包圍圈上開缺口，不作緊逼。至夜晚，孔叡及庾業乘夜撤走，吳喜遂成功攻下義興，劉延熙投水自殺，首級被割下並傳回建康。
吳喜隨後進軍義鄉縣，駐吳興的孔璪及王曇生知吳喜將至，燒掉倉庫東奔錢唐縣，吳喜到後建設郡城，碰巧天雨，倉庫內物資都沒有損失，並派軍追擊孔璪等人。不久晉陵及吳郡都先後遭宋明帝軍隊攻破，為了增援西線及北線戰事，宋明帝將部分參與東進的兵力調走，留吳喜統領各軍繼續進攻會稽。二月九日，吳喜到錢唐，孔璪、王曇生與錢唐太守顧昱渡江東走，遂進軍柳浦，諸暨令傅琰又歸降。吳喜派了沈思仁、任農夫等軍進攻黃山浦，任農夫攻破在岸結堡的敵軍，率水軍乘風直取定山，陣斬敵軍大帥孫會之，繼而進攻漁浦；吳喜亦分派各軍大舉進攻諸縣，自己就自柳浦渡江取西陵。面對如此情形，西陵的敵軍都潰散，庾業等人都被斬殺並傳首建康，分遣的各軍亦獲勝。會稽郡治山陰縣面對吳喜大軍將臨，將士很多都逃亡，行會稽郡事的孔覬無力阻止，上虞令王晏終在二月二十日起兵進攻孔覬，並於翌日攻入郡城，殺掉孔顗等人，顧琛、王曇生等人都向吳喜歸降，東線戰事遂結束。吳喜遷步兵校尉，封竟陵縣侯，食邑千戶。
吳喜接著轉輔國將軍，尋陽太守，帶領手下五千人，連同物資增援赭圻，支持西線戰場明帝軍前鋒都督沈攸之當時正正在圍攻赭圻城，赭圻守將薛常寶因糧盡而於四月四日突圍，敵將劉胡親率數千人迎接，而吳喜就參與了截擊的行動，並被劉胡別軍所圍攻，當時有敵兵試圖抓住吳喜的座騎，因蔡保用刀斬斷敵兵之手才令吳喜得以無恙。不過經歷過一番苦戰後都佔領了赭圻，收降數千人，薛常寶等人都在戰事中受了重傷，逃歸劉胡部。然而接著兩軍又相持至七月，張興世當時自請數千人走至敵軍上方建壘，令對方首尾兼顧並阻斷其糧道，沈攸之及吳喜都同意這計謀，興世亦成功完成任務，在錢溪建立據點並阻斷了對方糧道。總督諸軍的劉休仁接著就命沈攸之、吳喜等軍對濃湖敵軍進行攻擊，大破對手。尋陽政權不久亦告崩潰，吳喜與張興世接著就受命收復荊州。面對軍心渙散，將士逃走的困境，荊州州府最終決定投降，但為荊州治中宗景及當地人姚儉等人領兵襲殺，府舍和官庫都被搶掠，吳喜等到江陵時他們以荊州刺史劉子頊投降。及後吳喜轉前軍將軍，增邑三百戶。
泰始四年（468年），吳喜徙封東興縣侯，食邑不變。其年吳喜原獲除授使持節、督交州廣州之鬱林寧浦二郡諸軍事、輔國將軍、交州刺史，但不久改除右軍將軍、淮陵太守，假輔師將軍，兼太子左衞率。泰始五年（469年），轉任驍騎將軍，仍兼假號、太守及左衞率。但當年就遇上北魏南侵，吳喜於荊亭大破魏軍，班師後以本官再兼左衞將軍；泰始六年（470年），吳喜又率軍到豫州防禦北魏，遂加督豫州諸軍事，假冠軍將軍，仍兼驍騎將軍及淮陵太守。

### 前嫌致禍
在吳喜開始東征三吳時，向明帝聲稱俘獲尋陽王劉子房和其他將帥都會在當地斬首，可是實際上在吳喜獲勝時尋陽朝廷亦很強盛，吳喜擔憂萬一尋陽朝廷最終獲勝，自己這樣大行殺戮會招來大禍，於是對來降的顧琛等人沒加害，劉子房亦只是押回建康。宋明帝以吳喜新立大功，都不追責他，但其實心中有所不滿。而吳喜到江陵時，又肆意搶掠，獲取了大量贓物，曾經對賓客說「漢高、魏武本是何人」，這令明帝更不滿意。泰始七年（471年），吳喜還建康，其時宋明帝認為壽寂之不能支持年幼的太子，就因有關部門彈劾其不法行為而將其流放越州，並在路上以其逃跑將他殺掉。吳喜知明帝殺了壽寂之就更為恐懼，自求中散大夫之職以求避禍，反更引得明帝懷疑，明帝顧慮他得人心，也怕他不能支持太子，故決定吳喜賜死。賜死當天，明帝特意召他到內殿談話說笑，表現得相當親切，並賜名譔及金銀製御用食具，不過其實明帝已經決定派人這晚賜死吳喜，為了不讓這些食器存放在凶禍之地，特意命人不要讓這些器皿在吳喜家度宿。吳喜死時四十五歲，雖然明帝在之前對劉勔、張興世及蕭道成的詔書中極力批評吳喜的人格和行為，直言「喜罪釁山積，志意難容，雖有功效，不足自補，交為國患，焉得不除」，但仍然下詔送賜喪葬用品，並讓其子吳徽民繼襲其爵位。

## 延伸阅读
[在维基数据编辑]
 《宋書/卷83》，出自沈约《宋书》
 《南史/卷40》，出自李延壽《南史》